# Charles Jewtraw
Charles Jetraw (Contea di Clinton, 5 maggio 1900 – Palm Beach, 26 gennaio 1996) è stato un pattinatore di velocità su ghiaccio statunitense, il primo campione olimpico della storia dei Giochi olimpici invernali. Vinse i 500 m di pattinaggio su ghiaccio dei I Giochi olimpici invernali.

## Biografia
Jewtraw proveniva da una famiglia modesta e numerosa. D'inverno si allenava sulla pista di pattinaggio gestita dal padre, e durante l'estate lo aiutava nel commercio di blocchi di ghiaccio, molto utilizzati in un'epoca in cui i frigoriferi non erano ancora diffusi. Grazie al sostegno di un mecenate, l'uomo d'affari Jack Mabbit, poté permettersi una preparazione e un'attrezzatura adeguata per emergere ad alti livelli nelle competizioni di pattinaggio di velocità.
Nel 1921 e nel 1923 vinse i campionati nazionali statunitensi. Con 9'4 stabilì il record del mondo sulle 100 iarde. Nel 1924 prese parte alla "Settimana internazionale degli sport invernali" di Chamonix, che sarebbe stata riconosciuta a posteriori dal Comitato Olimpico Internazionale come I Giochi olimpici invernali.
Il 26 gennaio 1924 la prova di pattinaggio sui 500 m apriva il programma di gare della manifestazione. La competizione, riservata unicamente agli uomini, vedeva al via ventisette concorrenti di dieci nazioni diverse. Due per serie, i pattinatori dovevano percorrere un intero giro di pista (400 metri) più 100 metri sulla superficie ghiacciata dello Stadio Olimpico del Monte Bianco. Jewtraw si trovò a gareggiare con il canadese Charles Gorman, in una delle serie più avvincenti (secondo quanto riportato nel Rapporto ufficiale dei Giochi), e il suo tempo finale di 44" netti risultò alla fine il più veloce di tutti. Grazie alla sua partenza fulminea, Jewtraw era riuscito ad avere la meglio sui più noti pattinatori nordici (norvegesi e finlandesi), vincendo così la prima medaglia d'oro olimpica invernale.
Nelle altre prove di pattinaggio in programma Jewtraw non riuscì a ripetersi. Fu ottavo sui 1500 m e tredicesimo sui 5000 m. La sua medaglia rimase anche l'unica conquistata da un pattinatore non nordico in quell'edizione dei Giochi.
I Giochi invernali furono l'unica competizione internazionale a cui Jewtraw partecipò. Dopo aver abbandonato l'attività agonistica fu assunto come rappresentante da un'importante azienda statunitense di attrezzature sportive, la Spalding Sporting Goods Company.

## Palmarès

### Giochi olimpici invernali
- 1 medaglia:
  - 1 oro (500 m a Chamonix-Mont-Blanc 1924)

### Campionati statunitensi di pattinaggio di velocità
- 2 medaglie:
  - 2 ori (1921, 1923)